# Orgelet (Jura)
Pour les articles homonymes, voir Orgelet.
Orgelet est une commune française située dans le département du Jura, la région culturelle et historique de Franche-Comté et la région administrative Bourgogne-Franche-Comté.
Ses habitants se nomment les Orgelétains et Orgelétaines. 
La commune est labellisée Cité de Caractère de Bourgogne-Franche-Comté depuis 1998 et Ville active et sportive depuis 2019.

## Géographie

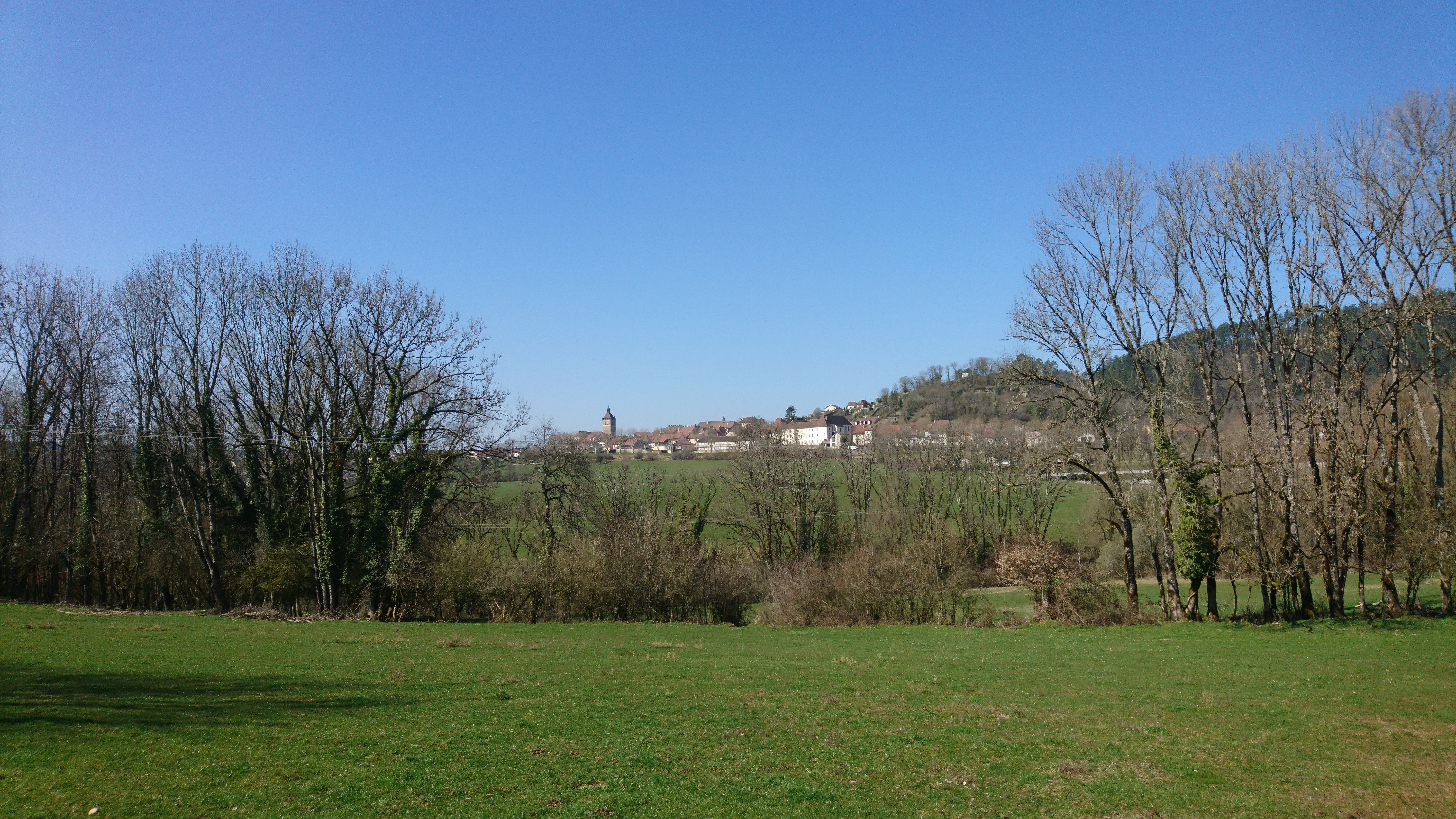
Vue du Village.

Orgelet est située dans le département du Jura, dont elle est chef-lieu de canton jusqu'en 2013. Elle est le siège de la plus vaste communauté de communes du département.
Le territoire de la commune ne constitue pas un domaine connexe, mais est divisé en deux parties distantes, le village étant implanté sur celle de l'ouest.
Cette particularité résulte de l'histoire des fusions de communes successives :
- en 1822 les deux communes de Bellecin et de Belmont sont rattachées à la commune du Bourget ;
- en 1967, lors de la construction du barrage de Vouglans, le village du Bourget disparaît, recouvert par les eaux du lac de retenue. Les deux communes d'Orgelet et du Bourget fusionnent pour donner la commune d'Orgelet-le-Bourget.
- en 1973, à l'occasion du rattachement de la commune de Sézéria, Orgelet-Le Bourget est renommé Orgelet.

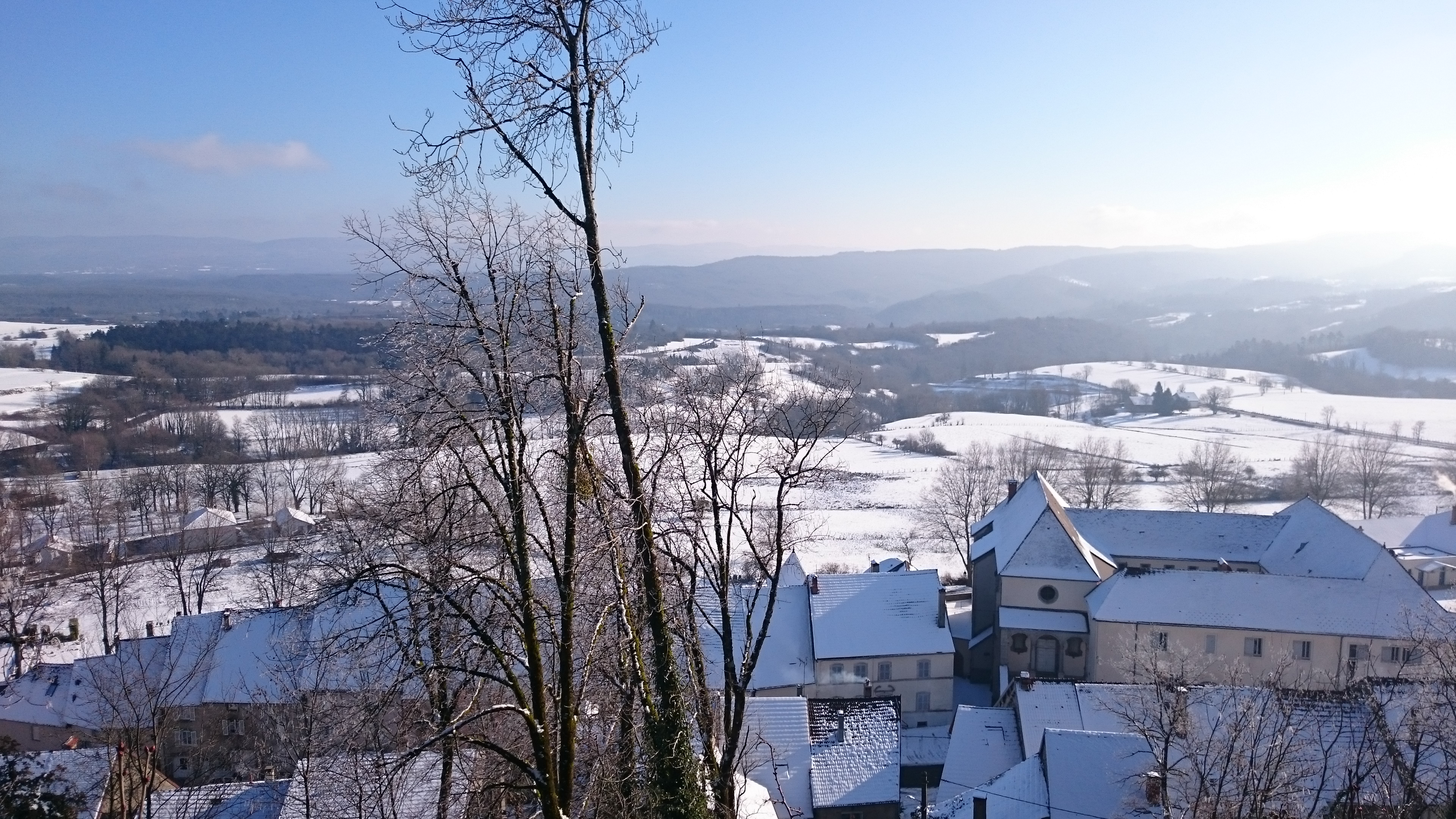
Vue depuis la rue du Château.

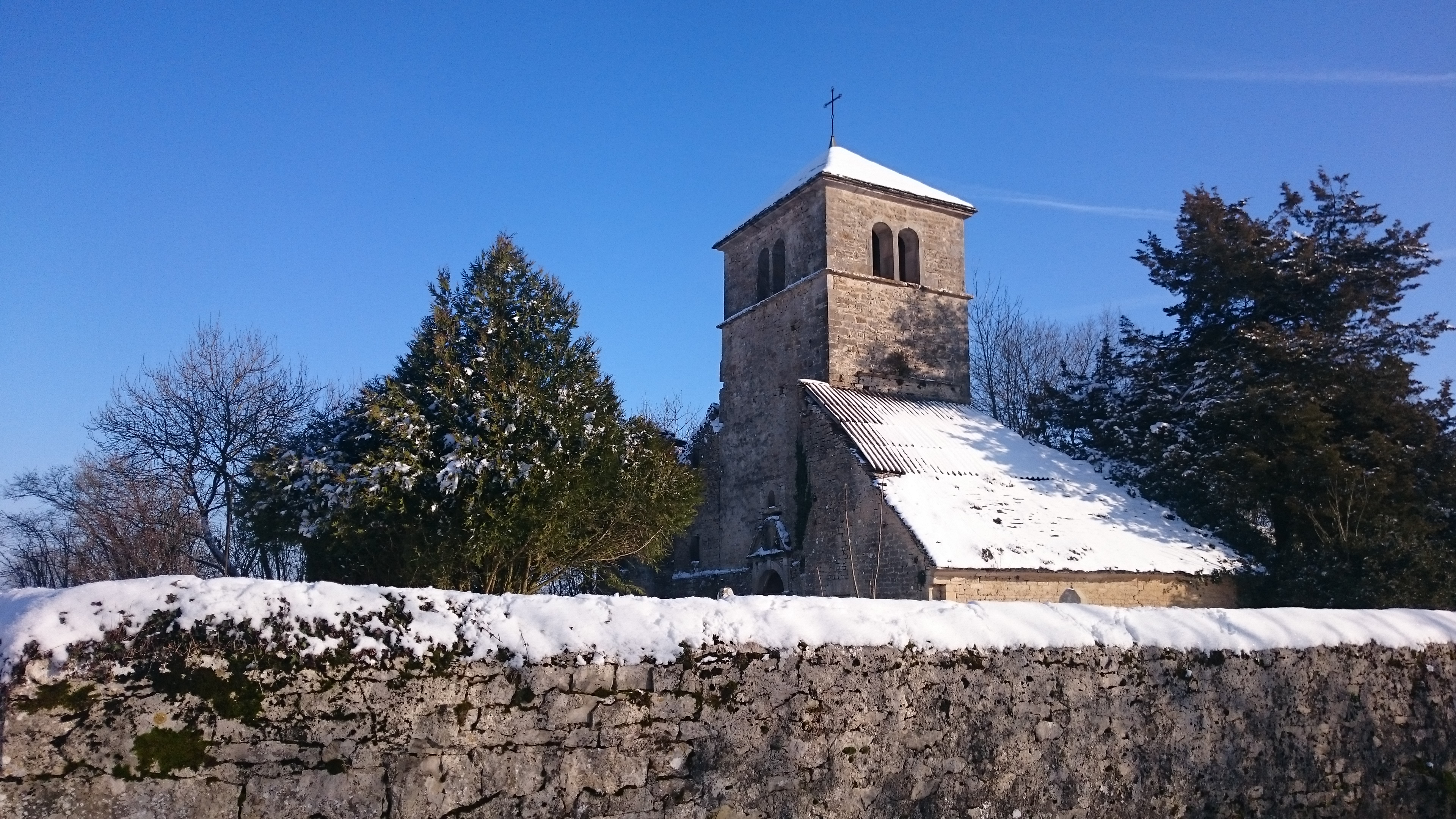
Ruines de l'église de Sézéria.

La commune compte maintenant plusieurs hameaux : Bellecin, Merlia, Sézéria et Vampornay.

### Climat
Pour des articles plus généraux, voir Climat de la Bourgogne-Franche-Comté et Climat du département du Jura.
En 2010, le climat de la commune est de type climat de montagne, selon une étude du Centre national de la recherche scientifique s'appuyant sur une série de données couvrant la période 1971-2000. En 2020, Météo-France publie une typologie des climats de la France métropolitaine dans laquelle la commune est exposée à un climat semi-continental et est dans la région climatique  Jura, caractérisée par une forte pluviométrie en toutes saisons (1 000 à 1 500 mm/an), des hivers rigoureux et un ensoleillement médiocre. 
Pour la période 1971-2000, la température annuelle moyenne est de 9,7 °C, avec une amplitude thermique annuelle de 17 °C. Le cumul annuel moyen de précipitations est de 1 479 mm, avec 13,4 jours de précipitations en janvier et 9,5 jours en juillet. Pour la période 1991-2020, la température moyenne annuelle observée sur la station météorologique installée sur la commune est de 11,0 °C et le cumul annuel moyen de précipitations est de 1 411,6 mm. 
La température maximale relevée sur cette station est de 40 °C, atteinte le 31 juillet 2020 ; la température minimale est de −18 °C, atteinte le 5 février 2012,,. 
| Mois                                  | jan.           | fév.         | mars          | avril         | mai         | juin         | jui.         | août          | sep.         | oct.          | nov.         | déc.           | année    |
| ------------------------------------- | -------------- | ------------ | ------------- | ------------- | ----------- | ------------ | ------------ | ------------- | ------------ | ------------- | ------------ | -------------- | -------- |
| Température minimale moyenne (°C)     | −0,9           | −1,4         | 1             | 4,2           | 7,8         | 11,6         | 13,1         | 12,8          | 9,5          | 6,6           | 2,8          | −0,3           | 5,6      |
| Température moyenne (°C)              | 2,3            | 3,2          | 6,8           | 10,8          | 14          | 18,1         | 20,1         | 19,6          | 15,9         | 11,7          | 6,6          | 3              | 11       |
| Température maximale moyenne (°C)     | 5,5            | 7,8          | 12,6          | 17,3          | 20,3        | 24,6         | 27           | 26,5          | 22,3         | 16,7          | 10,3         | 6,2            | 16,4     |
| Record de froid (°C) date du record   | −14,5 20.01.17 | −18 05.02.12 | −10 12.03.10  | −5,5 08.04.21 | −2 06.05.19 | 3,5 14.06.08 | 5,5 15.07.16 | 6 11.08.16    | 1,5 17.09.08 | −4 30.10.12   | −12 30.11.10 | −17,5 20.12.09 | −18 2012 |
| Record de chaleur (°C) date du record | 15 10.01.15    | 21 24.02.21  | 25,5 31.03.21 | 29 22.04.18   | 33 24.05.09 | 36 27.06.19  | 40 31.07.20  | 38,5 07.08.15 | 33 14.09.20  | 28,5 07.10.09 | 22 08.11.15  | 16 20.12.19    | 40 2020  |
| Précipitations (mm)                   | 139,7          | 103,9        | 115,6         | 96,5          | 131,5       | 107,7        | 98,2         | 99,7          | 93,8         | 111           | 142,4        | 171,6          | 1 411,6  |

| Diagramme climatique                                  |              |            |             |              |               |            |              |             |            |              |              |
| J                                                     | F            | M          | A           | M            | J             | J          | A            | S           | O          | N            | D            |
| 5,5−0,9139,7                                          | 7,8−1,4103,9 | 12,61115,6 | 17,34,296,5 | 20,37,8131,5 | 24,611,6107,7 | 2713,198,2 | 26,512,899,7 | 22,39,593,8 | 16,76,6111 | 10,32,8142,4 | 6,2−0,3171,6 |
| Moyennes : • Temp. maxi et mini °C • Précipitation mm |              |            |             |              |               |            |              |             |            |              |              |

Les paramètres climatiques de la commune ont été estimés pour le milieu du siècle (2041-2070) selon différents scénarios d'émission de gaz à effet de serre à partir des nouvelles projections climatiques de référence DRIAS-2020. Ils sont consultables sur un site dédié publié par Météo-France en novembre 2022.

## Urbanisme

### Typologie
Au 1er janvier 2024, Orgelet est catégorisée bourg rural, selon la nouvelle grille communale de densité à sept niveaux définie par l'Insee en 2022.
Elle est située hors unité urbaine. Par ailleurs la commune fait partie de l'aire d'attraction de Lons-le-Saunier, dont elle est une commune de la couronne,. Cette aire, qui regroupe 139 communes, est catégorisée dans les aires de 50 000 à moins de 200 000 habitants,.
La commune, bordée par un plan d’eau intérieur d’une superficie supérieure à 1 000 hectares, le lac de Vouglans, est également une commune littorale au sens de la loi du 3 janvier 1986, dite loi littoral. Des dispositions spécifiques d’urbanisme s’y appliquent dès lors afin de préserver les espaces naturels, les sites, les paysages et l’équilibre écologique du littoral, tel le principe d'inconstructibilité, en dehors des espaces urbanisés, sur la bande littorale des 100 mètres, ou plus si le plan local d’urbanisme le prévoit.

### Occupation des sols
L'occupation des sols de la commune, telle qu'elle ressort de la base de données européenne d’occupation biophysique des sols Corine Land Cover (CLC), est marquée par l'importance des territoires agricoles (45,2 % en 2018), en diminution par rapport à 1990 (46,1 %). La répartition détaillée en 2018 est la suivante : forêts (40,4 %), terres arables (21,8 %), prairies (21 %), eaux continentales (9,1 %), zones urbanisées (3,5 %), zones agricoles hétérogènes (2,3 %), zones industrielles ou commerciales et réseaux de communication (1,8 %). L'évolution de l’occupation des sols de la commune et de ses infrastructures peut être observée sur les différentes représentations cartographiques du territoire : la carte de Cassini (XVIIIe siècle), la carte d'état-major (1820-1866) et les cartes ou photos aériennes de l'IGN pour la période actuelle (1950 à aujourd'hui).

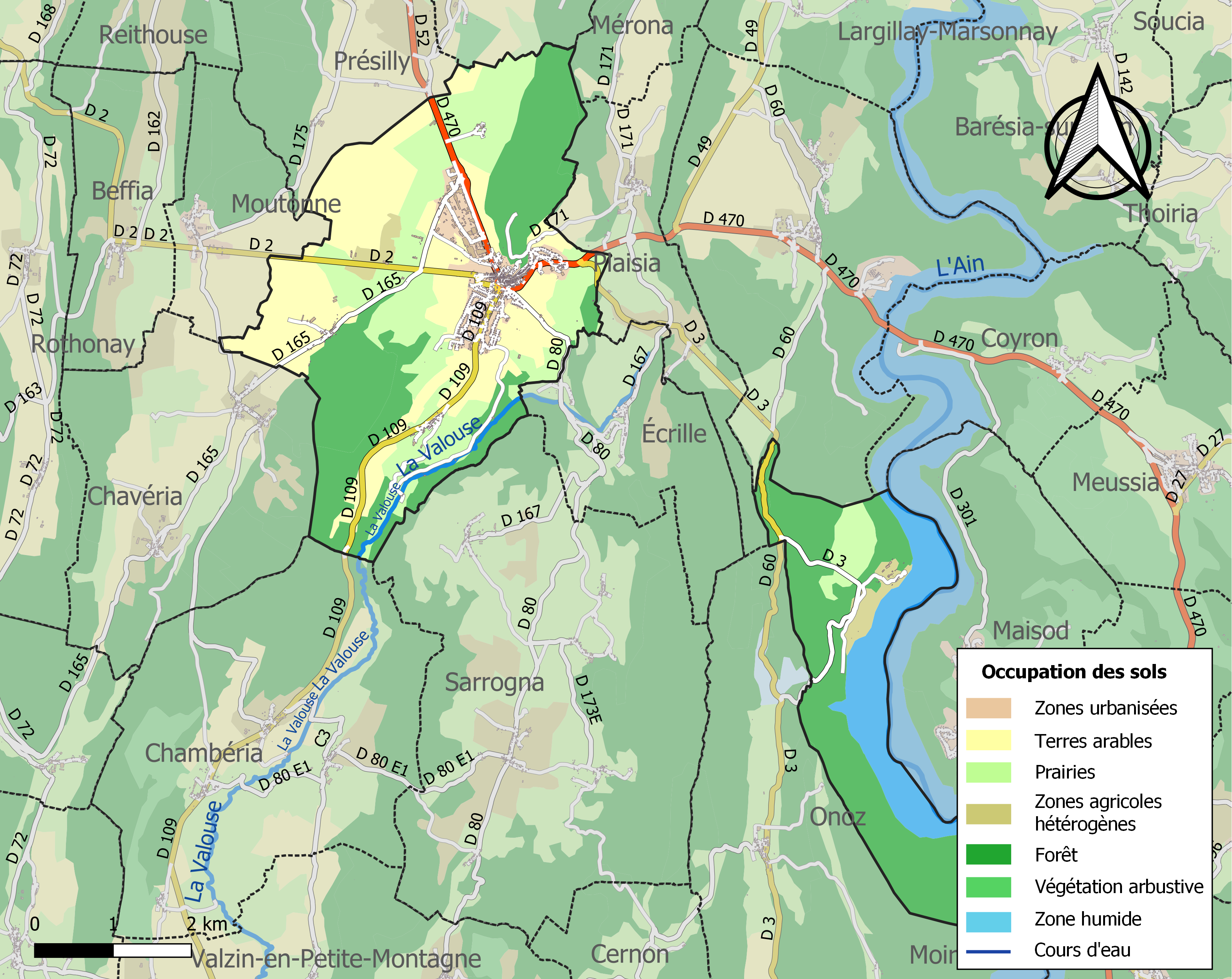
Carte des infrastructures et de l'occupation des sols de la commune en 2018 (CLC).

## Toponymie
Orgelet tire son nom du Mont Orgier, qui domine la ville. Certains auteurs prétendent que le nom d'Orgelet provient d'« Ogier le Danois », soldat de Charlemagne à qui aurait été donné un domaine sur ce secteur.

## Histoire

### Moyen Âge
On ignore la date de fondation de la ville, liée à l'édification du premier château d'Orgelet, sans doute au milieu du XIIe siècle. La prédominance d'Orgelet sur les environs s'affirme avec la venue d'une famille de grands seigneurs, les comtes de Chalon, au début du XIIIe siècle. Jean l'Antique y établit ses quartiers de 1232 à 1234 et Orgelet est le chef-lieu d'une seigneurie comprenant un territoire de vingt-neuf villages et controlant tout le territoire compris entre la rive droite de l'Ain et le Revermont, de Largillay à Oliferne.
En 1267, à la mort de son père Jean l'Antique, Jean Ier de Chalon, Auxerre récupère après quelques contestations avec son plus jeune frère, Perrin, la baronnie d'Orgelet, et accorde à la cité une charte de franchise qui fixe les droits que se réserve le seigneur, et une administration communale autonome assurée par quatre consuls élus par les habitants. En 1292, Jean Ier fait construire un hôpital dont l'administration est confiée à l'hôpital du Saint-Esprit à Besançon, chargé d'en recruter le personnel et assurer le fonctionnement. C'est pourquoi il est nommé l'hôpital Notre-Dame ou du Saint-Esprit.
C'est sans doute vers la même époque, qu'est posé dans le château le très beau carrelage mis au jour lors des fouilles menées dans les années 1975.
En 1343, Jean II de Chalon, comte d'Auxerre, est accusé pour avoir frappé des fausses monnaies d'or au château d'orgelet.
Le bourg se développe rapidement attirant laboureurs, artisans et commerçants. La spécialité est la fabrication des draps de laine, grossiers mais solides. Orgelet bénéficie à cette époque de cinq foires annuelles.
Les épaisses murailles qui entourent la ville lui permettent, pendant la guerre de Cent Ans, de se protéger des pillages des grandes compagnies qui ravagent la région. En 1479, lors de la Guerre de Succession de Bourgogne, les troupes du roi de France Louis XI, qui essaient de conquérir le comté de Bourgogne, s'emparent d'Orgelet et démantèlent de château.

### Époque moderne
Finalement la Comté passe sous la tutelle des Hasbourg et Orgelet connaît une période de paix et de prospérité tout au long du XVIe siècle : la ville sort de ses murailles avec un faubourg à l'ouest et des tanneries à l'est au bord du ruisseau de Gevin. En 1546, l'Empereur Charles Quint établit à Orgelet une mairie et un bailliage secondaire qui étend sa compétence sur près de 200 communautés du sud de la province. Un tribunal est créé ; lieutenant général, juges, huissiers, greffiers autour desquels gravitent avocats et procureurs forment une bourgeoisie aisée parmi laquelle sont élus chaque année maire et échevins.
En 1552, dans sa Description de la Franche-Comté, Gilbert Cousin nous dit d'Orgelet qu'elle est une « ville très commerçante et dont les habitants qui travaillent la laine, sont industrieux et fins.[…]Le territoire, peu fertile comme étant tout en collines et en vallées, est inégal et en pente. Il est de même tout hérissé de pierres et de rochers, et l'on dit du pays comme un proverbe : rivière sans poissons, prés sans herbes, montagnes sans bois ni forêts ». Émile Monot dans ses commentaires sur l’œuvre de Cousin précise que la ville était réputée jusqu'en France, notamment à Lyon, pour ses tanneries, cordonneries et chapelleries mais également et surtout : pour ses draps de laine.
La conquête française
Cette période de prospérité se termine en 1595, lorsque Henri IV entre en guerre contre l'Espagne, et envoie une armée en Franche-Comté qui s'empare d'Orgelet et achève de démanteler la forteresse. Puis en 1606 un violent incendie se déclare qui embrase 52 maisons et l'église. Seul le clocher échappe au désastre. La reconstruction d’une nouvelle église dure plus de 20 ans.
Le conflit avec la France reprend en 1636, pendant la guerre de Dix Ans. Les troupes de Louis XIII, commandée par le duc de Longueville investissent Orgelet le 16 avril 1637. Dévastée par la peste, abandonnée par son commandant Henry de Champagne, la ville n'a opposé que peu de résistance. Avant de se retirer les Français portent partout l'incendie, ne laissant que des ruines. Dans les années suivantes les Comtois organisent la résistance, dirigée dans la région par César de Saix et Claude Prost dit Lacuzon, dont un des lieutenants Jean Varroz est orgelétain. A la fin de cette guerre, Orgelet comme toute la Franche-Comté est ruinée. La cité se repeuple lentement. Il faudra deux campagnes à Louis XIV pour conquérir la Franche-Comté. Le 23 mars 1674, au cours de la conquête française de la Franche-Comté, les Français s'emparent d'Orgelet. Mais galvanisés par la victoire comtoise d'Arbois, des partisans comtois décident de les chasser. Les Français se réfugient dans l'église où les combats font rage.
Dans le royaume de France
Dans la Franche-Comté devenue française après les traités de Nimègue, Après l'annexion, et malgré les protestations des habitants, Louis XIV frappa la ville d'une contribution de 12000 livres destinée aux militaires pillés au cours de l'affrontement.
Orgelet garde son statut sous la forme d’une subdélégation de la province. La ville se transforme et s'embellit ; les dommages causés par les dernières guerres sont réparés. Des Bernardines font édifier un monastère au début du XVIIIe siècle. En 1706, dans le faubourg de l'Orme s'établit un couvent de capucins. Un nouvel hôpital est construit en 1723 près du quartier des tanneries grâce aux dons de Jean-François de Marnix. Les vieux remparts menacent ruine et sont démolis ainsi que les portes, gênant la circulation. Seule reste la porte du bourg de Merlia.
Le 21 novembre 1752 un incendie se déclare au bas de la grande rue ; en quelques heures 122 bâtiments sont détruits. Les quartiers sinistrés sont reconstruits grâce à la générosité des communautés voisines et de la cour de Louis XV.
La population ne cesse de s'accroître au cours du XVIIIe siècle : elle passe de 600 âmes en 1674 à plus de plus de 2 000 à la veille de la Révolution.

### Époque contemporaine
Sous la Révolution et l'Empire
En 1790, dans le nouveau département du Jura, Orgelet est placé à la tête d'un des six districts. Ceux-ci seront supprimés par le Directoire qui relègue Orgelet comme simple chef-lieu d'un canton de 38 communes.
Au cours des guerres napoléoniennes, plusieurs Orgelétains s’illustrent : pendant la Campagne d'Égypte, Pierre-François-Xavier Bouchard, polytechnicien et lieutenant du génie découvre la pierre de Rosette. Jean-Baptiste Devaux devient général. Mais l'Empire s'écroule en 1814. Des Autrichiens envahissent la Franche-Comté. Sur ordre du préfet, le pont de la Pyle est incendié pour retarder l'avancée de l'ennemi qui arrive néanmoins à Orgelet et menace de brûler la ville ; il faut toute la diplomatie de l'adjoint au maire pour les dissuader.
Aux XIXe et XXe siècles
Au XIXe siècle commence l’exode des jeunes habitants vers les villes. À l'écart du chemin de fer et du développement industriel, la région reste essentiellement agricole. La population d'Orgelet tombe à moins de 1 300 habitants au début du XXe siècle.
Le long des ruisseaux, à côté des moulins qui subsistent, des tourneurs sur bois s’installent. Puis, avec l’électricité permettant d'alimenter les moteurs, la tournerie s'implante en ville même, dans des ateliers ou de petites usines. Avec des outils plus perfectionnés on fabrique bobines et jouets. Les foires restent très fréquentées. Elles font l'affaire de nombreux cabaretiers et auberges. En 1833 sur la place du Bourg de Merlia on construit une halle aux grains. La Compagnie des chemins de fer vicinaux du Jura construit une ligne de tram de Lons-le-Saunier à Orgelet. Le premier convoi arrive à Orgelet le 24 octobre 1898. La ligne est bientôt prolongée jusqu'à Arinthod qui est desservi en 1901. Mais dès 1930 la concurrence routière s'affirme, il faut envisager la fermeture. La guerre qui prive les Jurassiens de carburant amène un sursis. Le dernier train quitte la gare d'Orgelet le 9 mai 1948.
Les guerres reviennent : celle de 1870 coûte quelques vies ; nettement moins que la grande guerre de 1914-1918 qui provoque la mobilisation de toute la jeunesse et fauche bien des vies humaines.
Mais c'est la seconde guerre mondiale qui frappe le plus durement Orgelet. A partir de 1942 des maquis se constituent dont certains seront exterminés en 1944 par les Allemands et quelques miliciens au pont de la Pyle et à Alièze. En avril 1944 cinq résistants, dont le gendarme René Desvignes, sont capturés en ville.
En juillet 1944, une l'opération Treffenfeld est menée contre les maquis du Jura et de l'Ain. A Orgelet des maisons sont brûlées, de nombreux otages sont emmenés ; parmi eux plusieurs sont déportés et certains sont morts dans d'affreuses conditions.
Après la seconde guerre mondiale, Orgelet change de visage. La tannerie n'a pas survécu ; les foires n'existent plus. Les petits commerces d'épicerie ou de vêtements ferment leurs portes, concurrencés par les grandes surfaces. Au nord, sur une vaste zone d'activités, se trouvent de nombreux établissements où l'industrie plastique supplante le bois.
Des nouveaux quartiers voient le jour à l'est et au sud de la ville, avec leurs rues bien tracées et leurs maisons coquettes.
Chemins de fer vicinaux du Jura
- 1898 : le 25 octobre, ouverture à l'exploitation de la ligne Lons-le-Saunier - Orgelet (train à vapeur sur voie métrique, le tacot)
- 1901 : le 30 juin, ouverture à l'exploitation de la section Orgelet – Arinthod (ligne Lons-le-Saunier - Orgelet - Arinthod).
- 1939 : 5 janvier, la commission départementale vote la fermeture de la section Orgelet – Arinthod.
- 1948 : 9 mai, fermeture de la ligne complète.

## Politique et administration
| Période | Période  | Identité          | Étiquette                 | Qualité                                                              |
| ------- | -------- | ----------------- | ------------------------- | -------------------------------------------------------------------- |
| 1944    | 1947     | Marcel Tremblay   |                           | Électricien                                                          |
| 1947    | 1950     | Armand Verguet    | Rad.                      | Négociant, ancien conseiller général du Canton d'Orgelet (1932-1934) |
| 1950    | 1981     | Pierre Futin      | Rad.-RGR puis RI puis UDF | Négociant, conseiller général du Canton d'Orgelet (1951-1976)        |
| 1981    | 2001     | Gérard Perrier    | DVD                       | Transporteur, conseiller général du Canton d'Orgelet (1982-2008)     |
| 2001    | 2014     | Chantal Labrosse  | DVD                       | secrétaire                                                           |
| 2014    | 2020     | Jean-Luc Allemand | DVG                       | agent mandataire en immobilier                                       |
| 2020    | En cours | Jean-Paul Duthion | LR                        | Technicien de bureau d'études                                        |

## Démographie
L'évolution du nombre d'habitants est connue à travers les recensements de la population effectués dans la commune depuis 1793. Pour les communes de moins de 10 000 habitants, une enquête de recensement portant sur toute la population est réalisée tous les cinq ans, les populations de référence des années intermédiaires étant quant à elles estimées par interpolation ou extrapolation. Pour la commune, le premier recensement exhaustif entrant dans le cadre du nouveau dispositif a été réalisé en 2007.

En 2022, la commune comptait 1 571 habitants, en évolution de −0,76 % par rapport à 2016 (Jura : −0,81 %, France hors Mayotte : +2,11 %).
| 1793  | 1800  | 1806  | 1821  | 1831  | 1836  | 1841  | 1846  | 1851  |
| ----- | ----- | ----- | ----- | ----- | ----- | ----- | ----- | ----- |
| 2 758 | 2 180 | 2 231 | 2 291 | 2 367 | 2 284 | 2 017 | 2 144 | 2 123 |

| 1856  | 1861  | 1866  | 1872  | 1876  | 1881  | 1886  | 1891  | 1896  |
| ----- | ----- | ----- | ----- | ----- | ----- | ----- | ----- | ----- |
| 1 837 | 1 912 | 1 834 | 1 706 | 1 737 | 1 720 | 1 683 | 1 591 | 1 490 |

| 1901  | 1906  | 1911  | 1921  | 1926  | 1931  | 1936  | 1946  | 1954  |
| ----- | ----- | ----- | ----- | ----- | ----- | ----- | ----- | ----- |
| 1 502 | 1 384 | 1 455 | 1 278 | 1 307 | 1 232 | 1 279 | 1 223 | 1 259 |

| 1962  | 1968  | 1975  | 1982  | 1990  | 1999  | 2006  | 2007  | 2012  |
| ----- | ----- | ----- | ----- | ----- | ----- | ----- | ----- | ----- |
| 1 413 | 1 662 | 1 711 | 1 622 | 1 700 | 1 686 | 1 733 | 1 740 | 1 593 |

| 2017  | 2022  | - | - | - | - | - | - | - |
| ----- | ----- | - | - | - | - | - | - | - |
| 1 596 | 1 571 | - | - | - | - | - | - | - |

## Économie

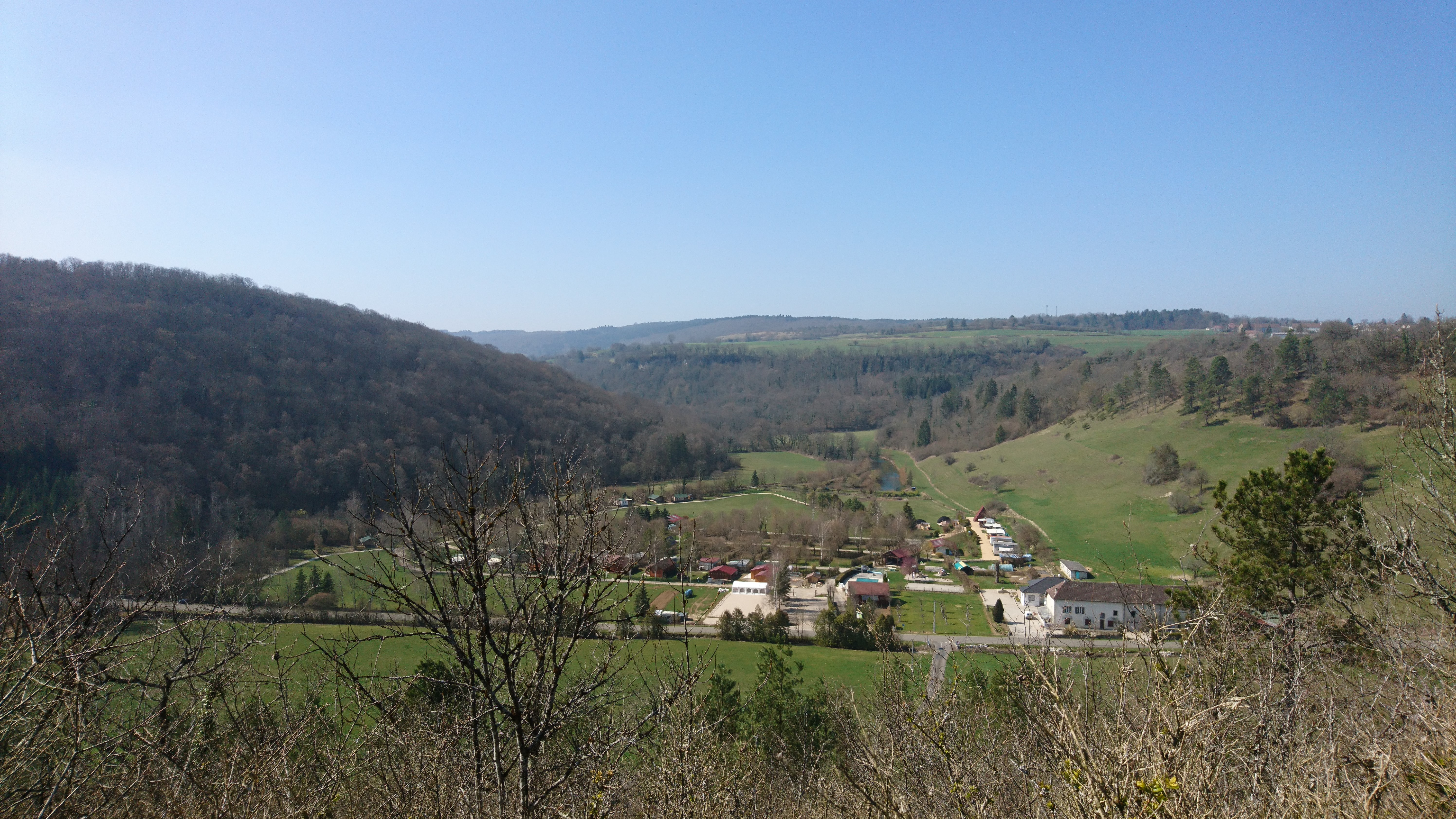

### Commerce & Industrie
La zone industrielle accueille une entreprise de plasturgie, un fabricant de jouets et quelques commerces type grande surface ou magasin de bricolage et de literie.

### Tourisme
La construction du barrage de Vouglans a permis d'établir une base nautique à Bellecin, ce qui attire des milliers de touristes venus de toute la France, de Belgique, des Pays-Bas ou de Suisse. L'offre en hébergement touristique se compose de quelques maisons d'hôtes et d'un hôtel au centre du village. Un camping permet également d'accueillir les touristes de passage.

## Jumelages
- Schlierbach (Autriche) depuis 1966
- Fürstenhagen (Allemagne)

## Culture locale et patrimoine
Orgelet bénéficie d'un riche patrimoine architectural qui lui permet de bénéficier du label de Cité de Caractère de Bourgogne-Franche-Comté.

### Lieux et monuments
- Église Notre-Dame-de-l'Assomption XIIIe – XVIIe siècle

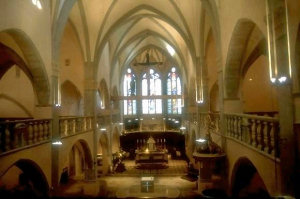
Intérieur de l'église d'Orgelet.

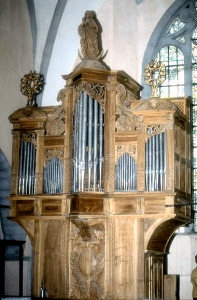
Orgue de l'église d'Orgelet.

L'existence d'une église paroissiale du XIIIe siècle, à l'emplacement des chapelles nord de l'édifice actuel, est attestée par le compte de décimes de l'an 1275. Cette église primitive faisait partie des défenses de la ville dont les remparts s'ancraient dans ses murs. Il n'en subsiste que les fondations. Au milieu du XVe siècle, une nouvelle construction constituant la structure du clocher, des chapelles et des bas côtés nord de l'église actuelle fut édifiée. Après un incendie en 1606, le maitre-maçon dolois Odot Maire fut chargé de relever les parties écroulées et d'agrandir l'église qui fut achevée en 1627, dans ses dimensions actuelles : nef de 46 mètres de longueur et de 15 mètres de hauteur recoupée en son milieu par un transept de 32 mètres. Lors de la prise de la ville en 1637, l'église subit de nouvelles dégradations dans l'incendie provoqué par les soldats français du duc de Longueville. Le clocher trouva son allure définitive en 1658 avec l'édification d'un dôme et d'une lanterne qui portèrent sa hauteur à 55 mètres. En 1776 furent entrepris de grands travaux de décoration intérieure : murs et voûtes blanchis, arêtes, cordons et arceaux de voûtes peints en mélange d'ocre rouge et jaune.
Au cours de la Révolution, l'édifice fut le Temple de la Raison et de l'Être Suprême avant d'être converti en magasin à fourrage. Classée monument historique en 1913, d'importants travaux de rénovation ont été entrepris entre 1986 et 1994 sous la maîtrise d'ouvrage du Ministère de la Culture.
- Orgue, XVIIe siècle, Marin Carouge (1724), Samson Scherrer (1755). Restauré par le facteur Bernard Aubertin en 1985[27].
- Le Couvent des Bernardines d'Orgelet.
- L'église de l'Assomption-de-Notre-Dame de Sézéria.
- La porte du Bourg de Merlia : cette ancienne porte des remparts conduit vers la place de la grenette.
- La grenette : ancienne halle aux grains, ce bâtiment est devenu la salle des fêtes.
- L'hôtel Babey : cet hôtel particulier du XVIIIe siècle fut très longtemps occupé par le Trésor public.
- La base nautique de Bellecin : située sur le lac de retenue du barrage de Vouglans, base de loisirs et d'entraînement à la compétition.

### Personnalités liées à la commune
- Maison de Chalon, seigneurs d'Orgelet.
- la famille Petitjean renommée famille de Rotalier après son anoblissement en 1737.
- Jacques-Antoine de Maisod (v1640-v1712) colonel comtois qui tenta de reprendre Orgelet aux Français en 1674
- Cadet Rousselle (1743-1807), huissier français de la ville d'Auxerre, moqué dans une chanson éponyme ;
- Pierre-Marie-Athanase Babey (1743-1815), avocat, député aux états généraux de 1789 ;
- Marie Jean-Baptiste Urbain Devaux (1767-1836), général des armées de la République et de l'Empire ;
- Pierre-François-Xavier Bouchard, découvreur de la pierre de Rosette ;
- Louis Joseph Cordier (1775-1849), homme politique, député de l'Ain de 1830 à 1839, puis du Jura de 1839 à 1848.
- Marie Candide Buffet (1797-1859), fabricant d'« harmonicas métalliques à bouches », ancêtres de l'accordéon[28].
- Victor Pidoux (1807-1879), avocat et homme politique né à Orgelet, député du Doubs de 1849 à 1851.
- Jules Bel (1842-1904), de Chambéria, fondateur à Orgelet en 1865 de l'entreprise qui deviendra le groupe fromager Bel
- Michel Brézillon (1924-1993), historien et archéologue français.

### Voies
| 98 odonymes recensés à Orgelet (Jura) au 30 novembre 2013     | 98 odonymes recensés à Orgelet (Jura) au 30 novembre 2013 | 98 odonymes recensés à Orgelet (Jura) au 30 novembre 2013 | 98 odonymes recensés à Orgelet (Jura) au 30 novembre 2013 | 98 odonymes recensés à Orgelet (Jura) au 30 novembre 2013 | 98 odonymes recensés à Orgelet (Jura) au 30 novembre 2013 | 98 odonymes recensés à Orgelet (Jura) au 30 novembre 2013 | 98 odonymes recensés à Orgelet (Jura) au 30 novembre 2013 | 98 odonymes recensés à Orgelet (Jura) au 30 novembre 2013 | 98 odonymes recensés à Orgelet (Jura) au 30 novembre 2013 | 98 odonymes recensés à Orgelet (Jura) au 30 novembre 2013 | 98 odonymes recensés à Orgelet (Jura) au 30 novembre 2013 | 98 odonymes recensés à Orgelet (Jura) au 30 novembre 2013 | 98 odonymes recensés à Orgelet (Jura) au 30 novembre 2013 | 98 odonymes recensés à Orgelet (Jura) au 30 novembre 2013 | 98 odonymes recensés à Orgelet (Jura) au 30 novembre 2013 |
| Allée                                                         | Avenue                                                    | Bld                                                       | Chemin                                                    | Cours                                                     | Impasse                                                   | Montée                                                    | Passage                                                   | Place                                                     | Promenade                                                 | Rd-point                                                  | Route                                                     | Rue                                                       | Square                                                    | Autres                                                    | Total                                                     |
| ------------------------------------------------------------- | --------------------------------------------------------- | --------------------------------------------------------- | --------------------------------------------------------- | --------------------------------------------------------- | --------------------------------------------------------- | --------------------------------------------------------- | --------------------------------------------------------- | --------------------------------------------------------- | --------------------------------------------------------- | --------------------------------------------------------- | --------------------------------------------------------- | --------------------------------------------------------- | --------------------------------------------------------- | --------------------------------------------------------- | --------------------------------------------------------- |
| 0                                                             | 2                                                         | 2                                                         | 11                                                        | 0                                                         | 5                                                         | 0                                                         | 0                                                         | 8                                                         | 1                                                         | 0                                                         | 6                                                         | 43                                                        | 0                                                         | 20                                                        | 98                                                        |
| Notes « N »                                                   | Notes « N »                                               | Notes « N »                                               | 1. 2. 3.                                                  | 1. 2. 3.                                                  | 1. 2. 3.                                                  | 1. 2. 3.                                                  | 1. 2. 3.                                                  | 1. 2. 3.                                                  | 1. 2. 3.                                                  | 1. 2. 3.                                                  | 1. 2. 3.                                                  | 1. 2. 3.                                                  | 1. 2. 3.                                                  | 1. 2. 3.                                                  | 1. 2. 3.                                                  |
| Sources : rue-ville.info & OpenStreetMap & FNACA-GAJE du Jura |                                                           |                                                           |                                                           |                                                           |                                                           |                                                           |                                                           |                                                           |                                                           |                                                           |                                                           |                                                           |                                                           |                                                           |                                                           |

### Héraldique
| Blason de Orgelet | Les armes d'Orgelet se blasonnent ainsi : d'azur à trois épis d'orge d'or. |

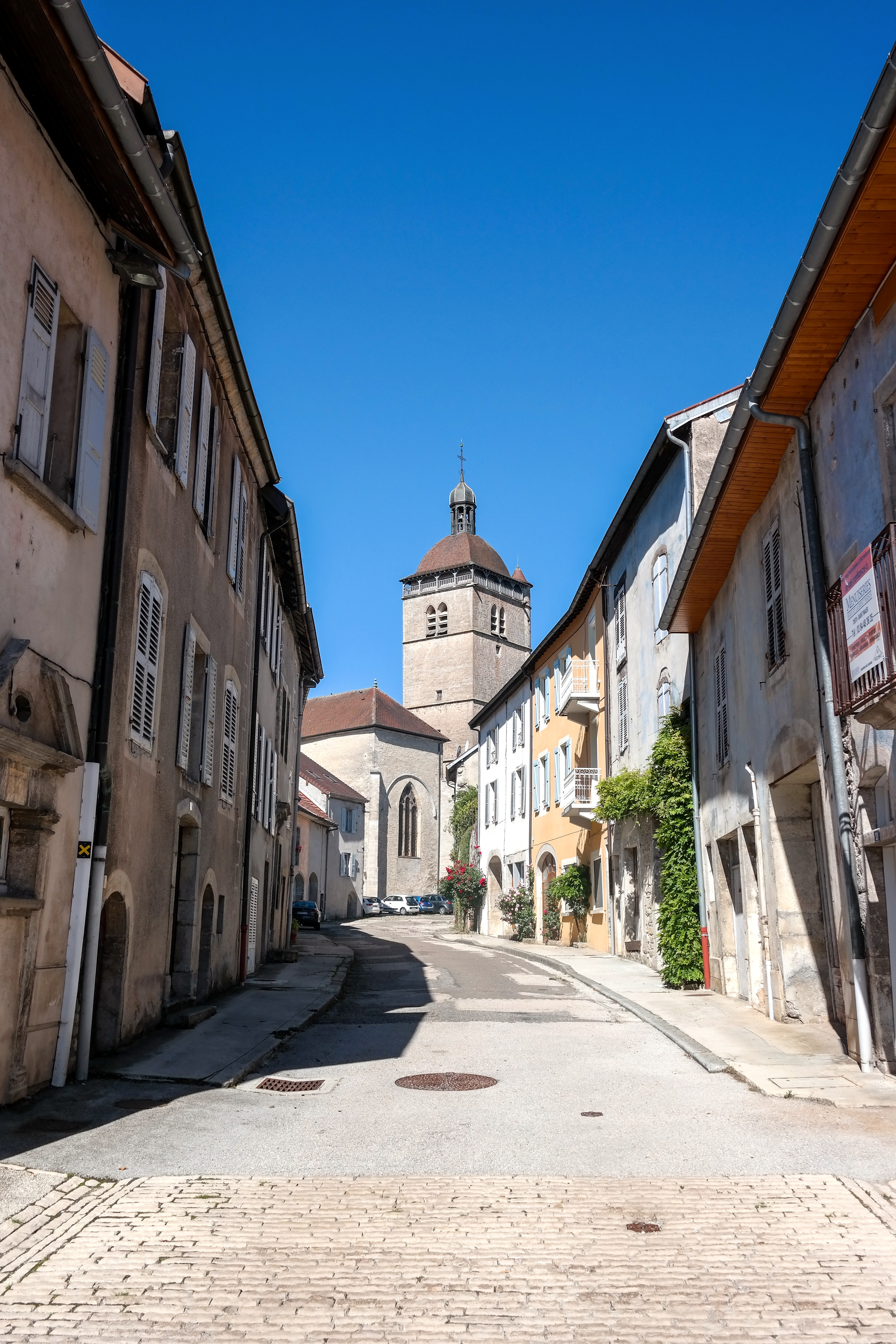
Le clocher d'Orgelet.
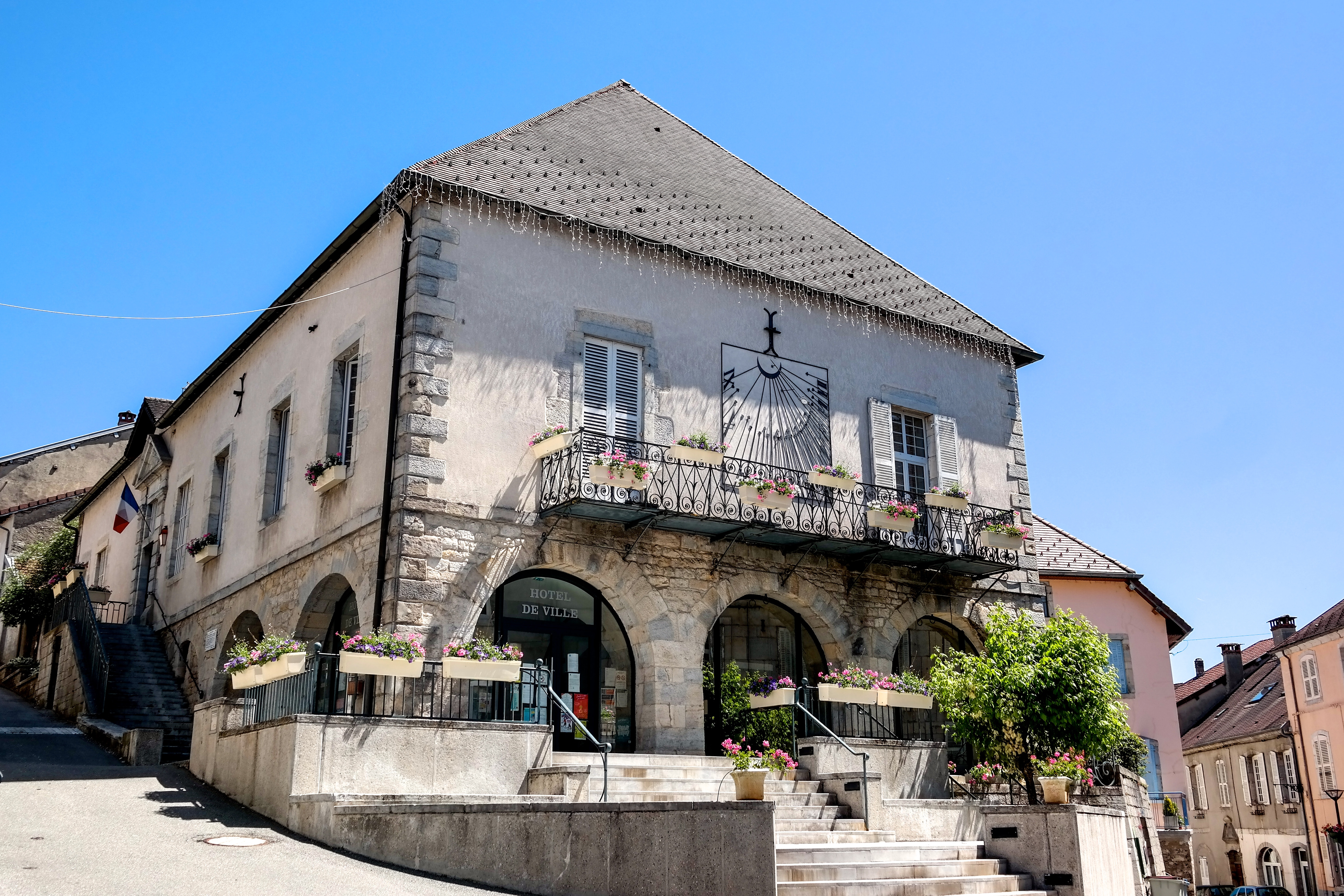
La mairie d'Orgelet.
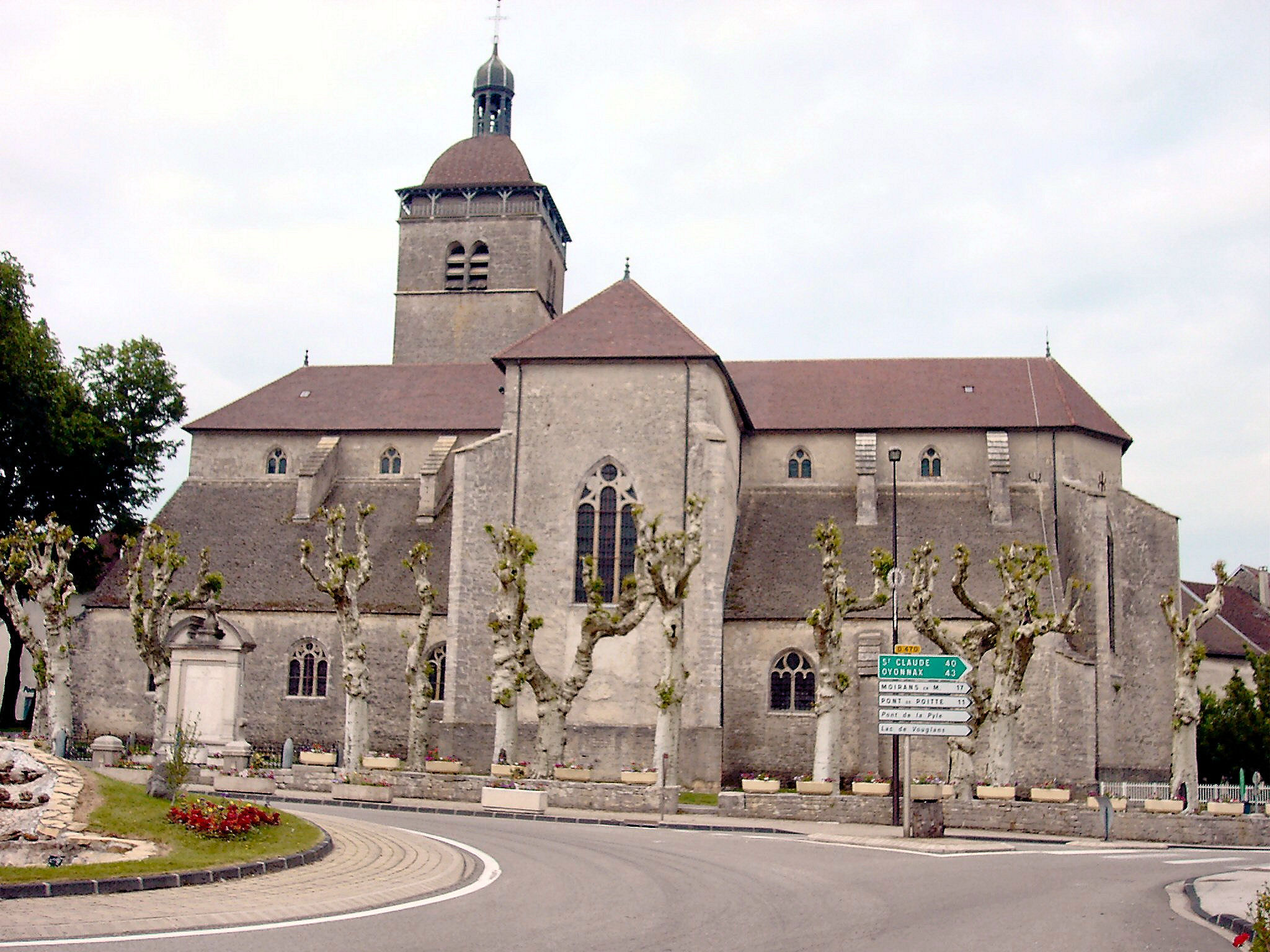
L'église fortifiée.
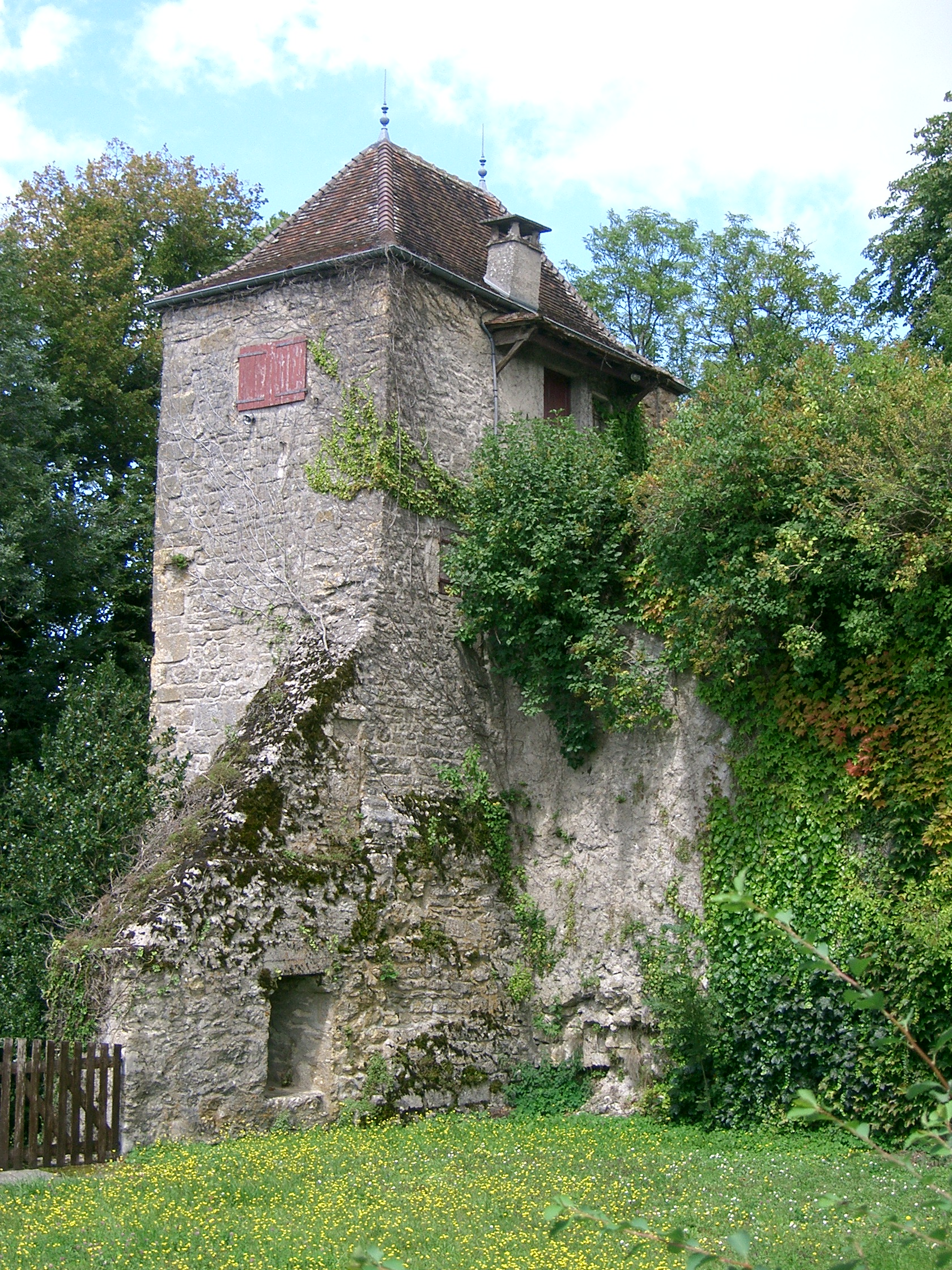
Tour fortifiée.
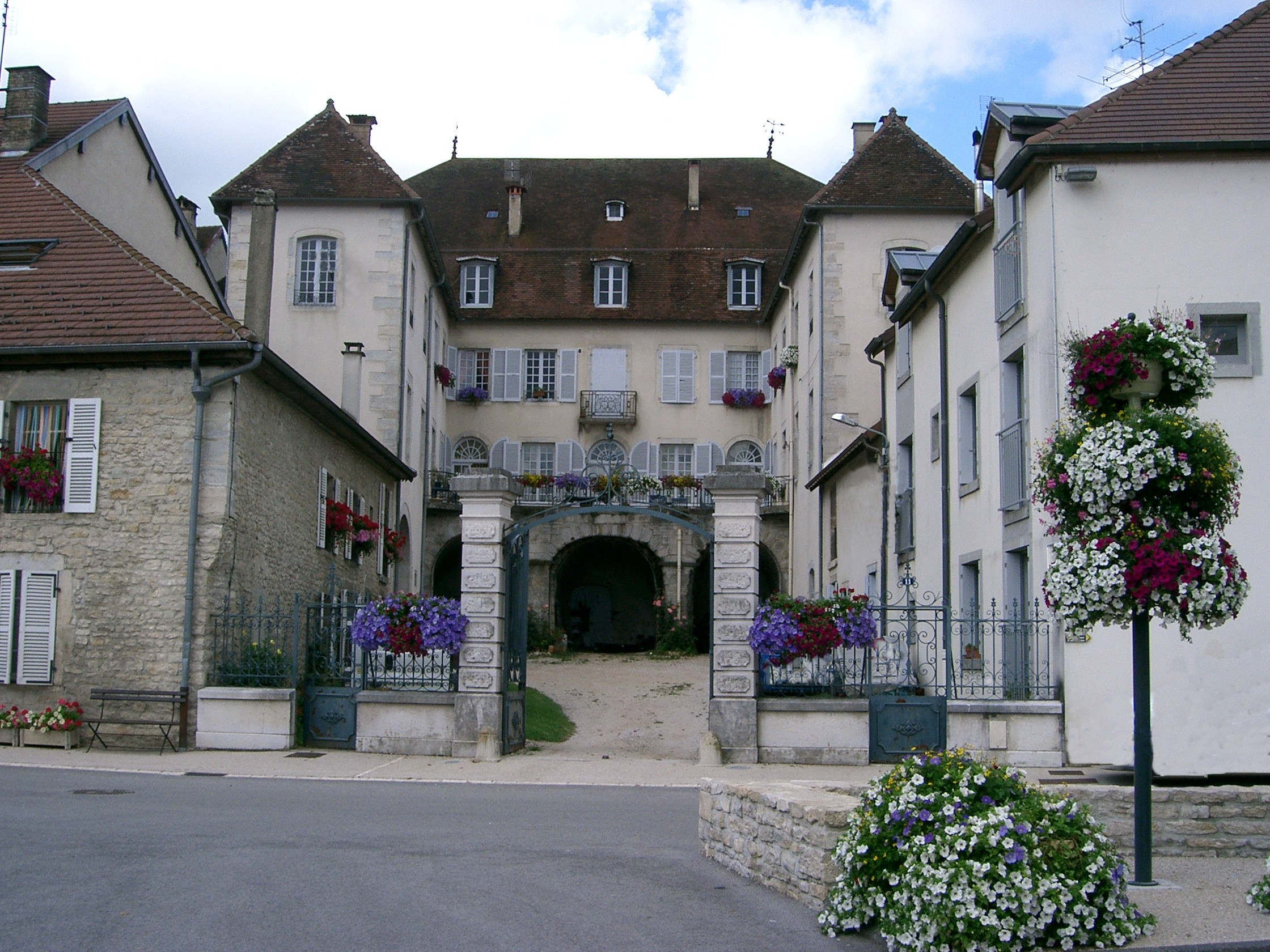
Hôtel particulier de François Babey.
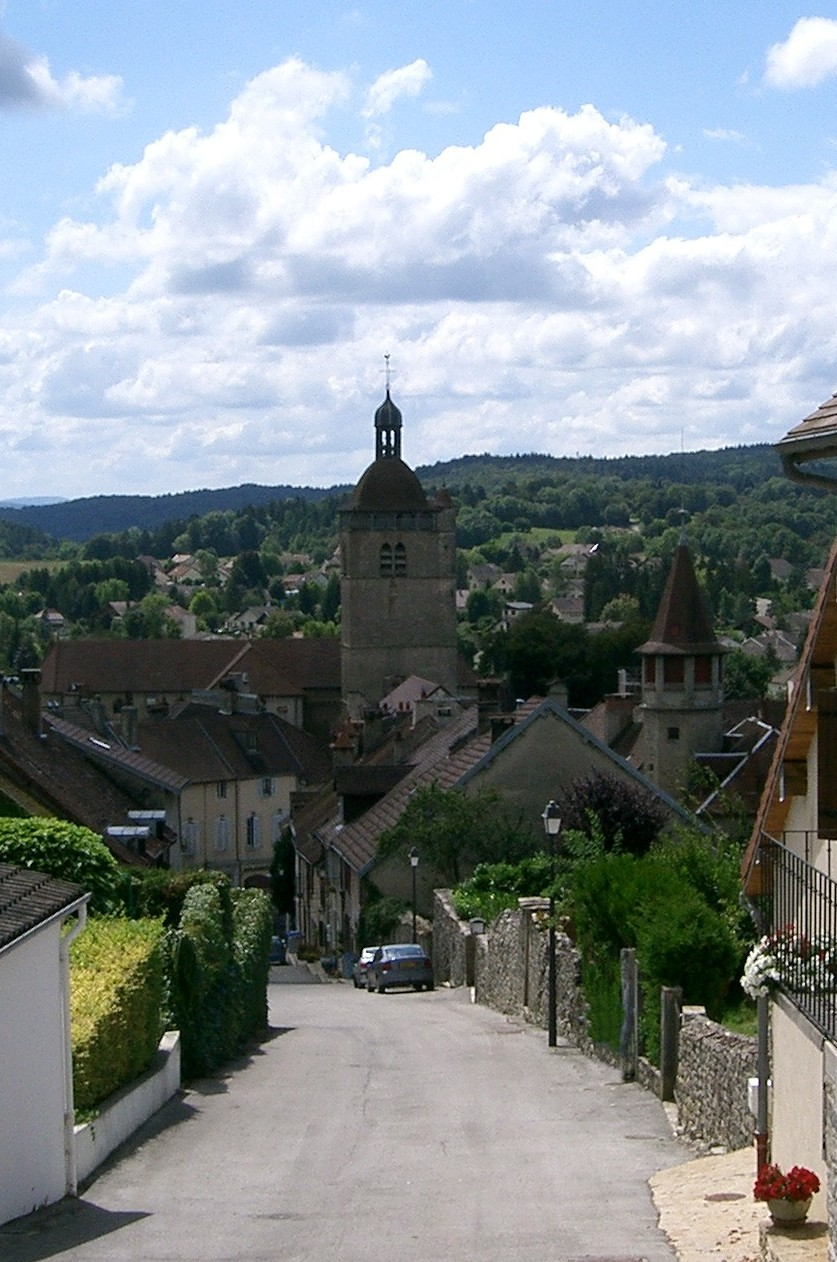
La rue du château.
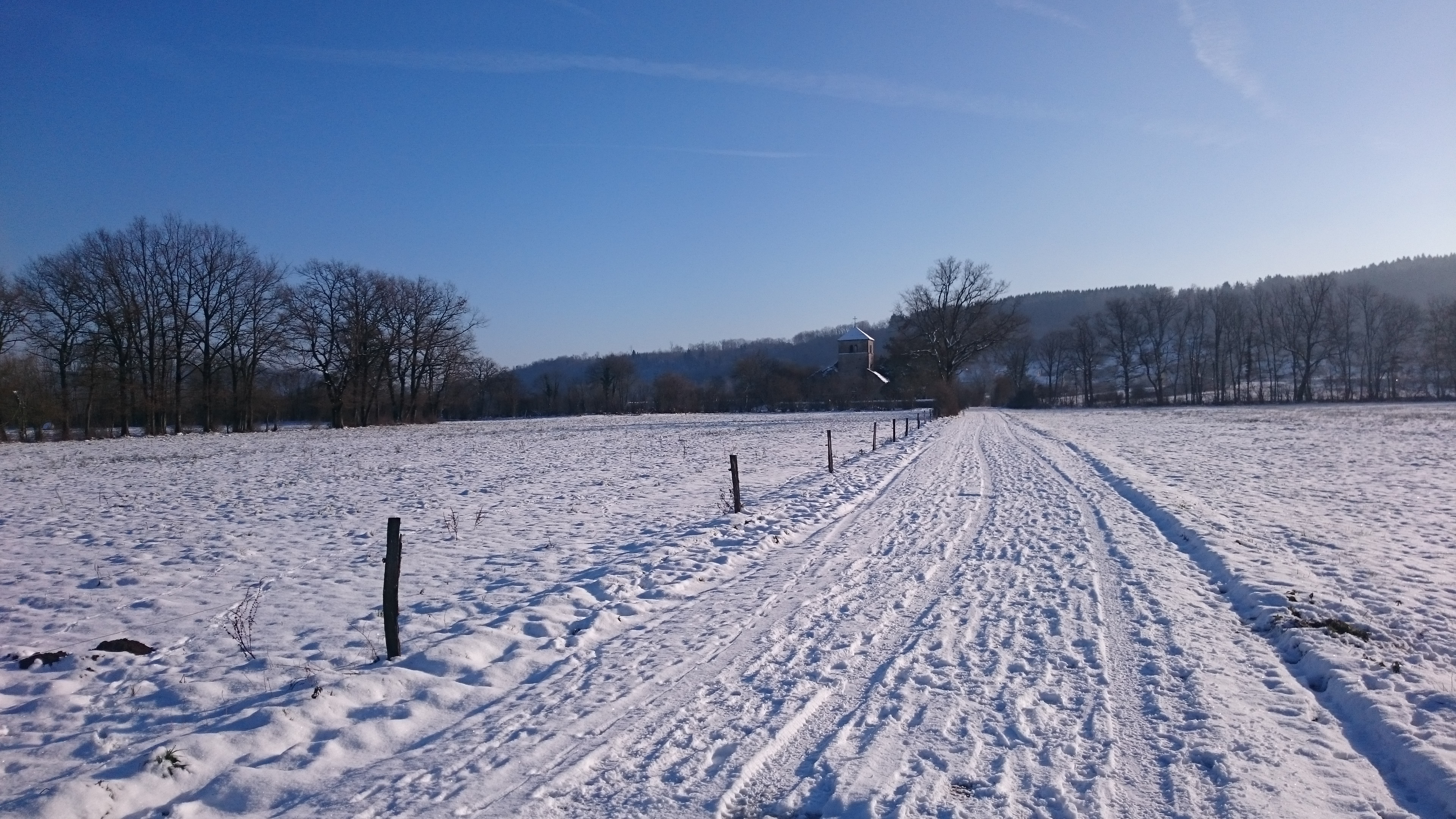
Hameau de Sézéria en hiver.
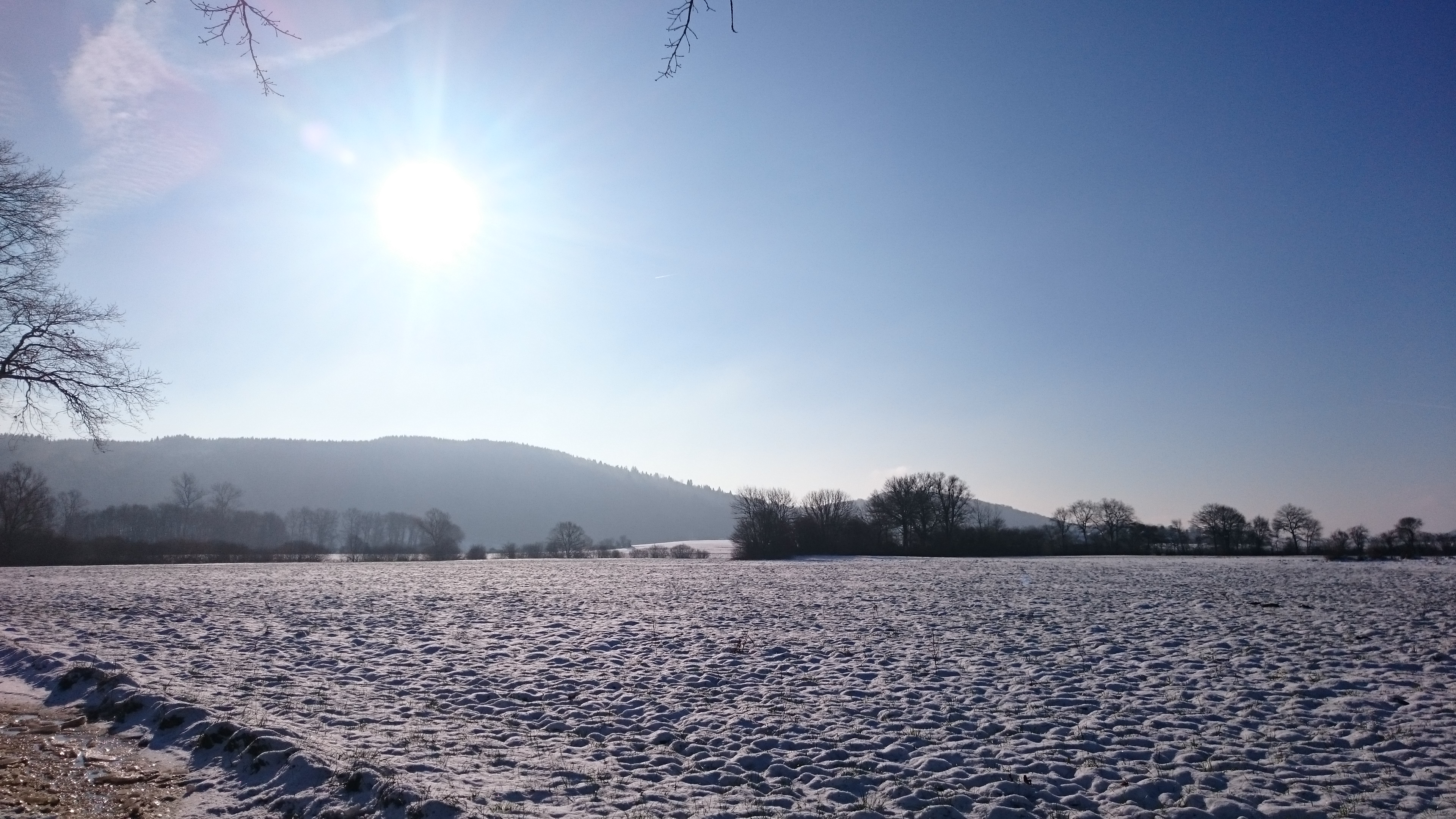
Hameau de Sézéria en hiver.